# Valleruela de Sepúlveda
Valleruela de Sepúlveda es un municipio y localidad española de la provincia de Segovia, en la comunidad autónoma de Castilla y León. Su término municipal cuenta con una población de 52 habitantes (INE 2024), y además de la cabecera también se encuentra la pedanía de La Fuente.

## Geografía

### Límites municipales

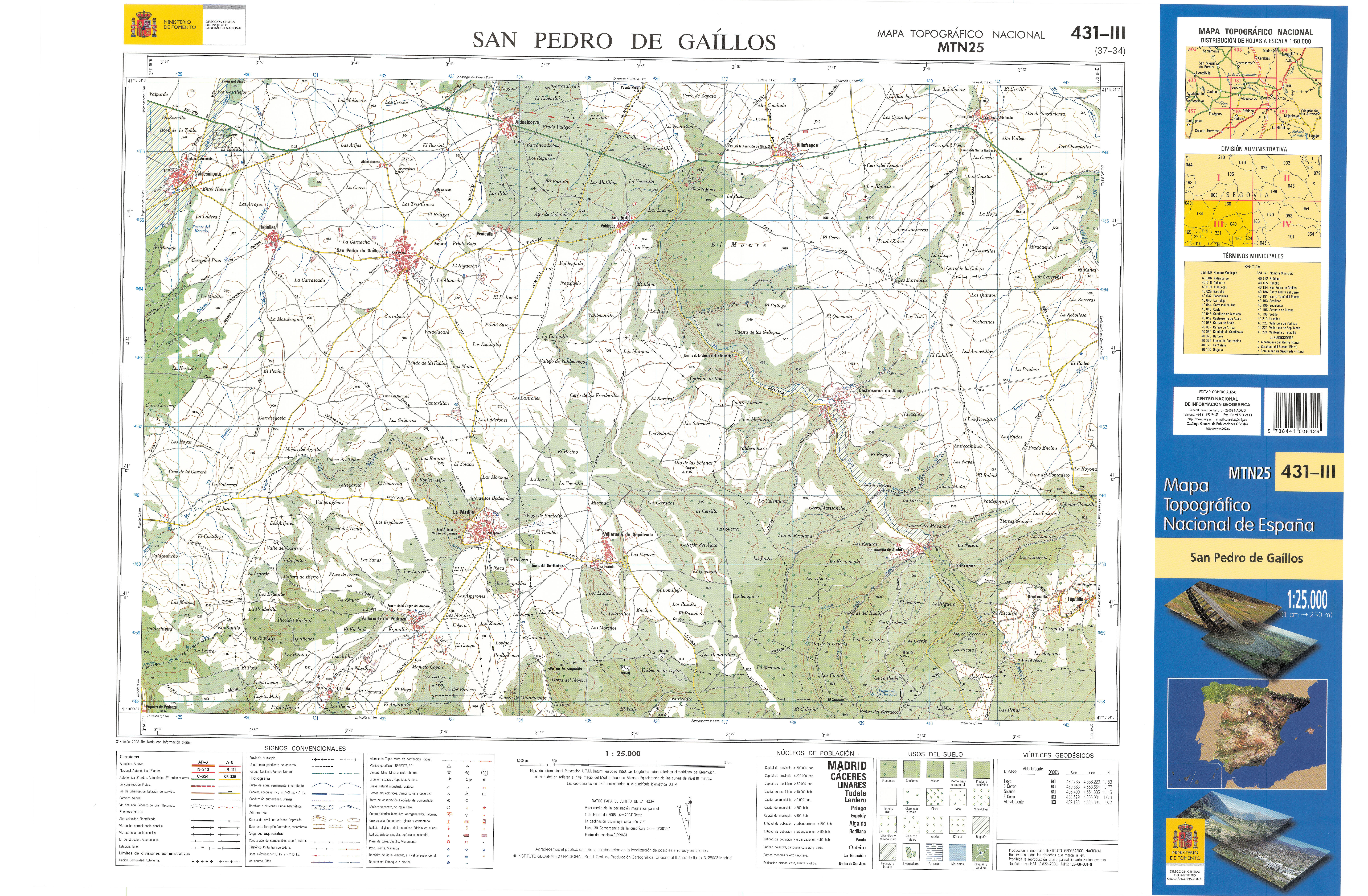
Fragmento de la hoja 431 del Mapa Topográfico Nacional de España de 2008 en el que se representa Valleruela de Sepúlveda

| Noroeste: San Pedro de Gaíllos | Norte: Condado de Castilnovo | Noreste: Castroserna de Abajo |
| Oeste: La Matilla              |                              | Este: Castroserna de Abajo    |
| Suroeste: Orejana              | Sur: Orejana                 | Sureste: Orejana              |

### Núcleos de población
Además de la cabecera municipal, cuenta con la pedanía de La Fuente situada a 0,2 kilómetros de esta.
Además figuran los despoblados de:
- Miranda,[2] a unos 400 m al E de Valleruela. Citado en la segunda mitad del siglo XV, abandonado en torno al 1900;
- Vallejuelo,[3] a 1 km al S/SE de Valleruela y a unos 500 m de la línea divisoria entre Valleruela y El Arenal. Citado a finales del siglo XVI;
- De nombre desconocido,[4] a unos 700 metros al N de Valleruela.

## Historia
El territorio es repoblado durante la reconquista por la Comunidad de Villa y Tierra de Sepúlveda, quedando encuadrado el pueblo dentro del Ochavo de Prádena.
Valleruela de Sepúlveda aparece citada por primera vez en 1204 en el Archivo Catedralicio de Segovia con el nombre de Valeriola de Sepulbega, estando formada entonces por los barrios de La Fuente y El Campillo.En el siglo XVI ya se menciona como Valleruela. Posteriormente, el barrio de El Campillo, donde se encontraba el ayuntamiento y la parroquia, asumió la denominación del municipio, mientras que La Fuente quedó como localidad anejada. Coloquialmente se sigue utilizando la división y terminología de los barrios.

## Demografía
Cuenta con una población de 52 habitantes (INE 2024).
| Gráfica de evolución demográfica de Valleruela de Sepúlveda entre 1842 y 2021                                         |
| |
| Población de derecho según los censos de población del INE. Población de hecho según los censos de población del INE. |

## Administración y política
| Periodo   | Nombre                    | Partido   |
| --------- | ------------------------- | --------- |

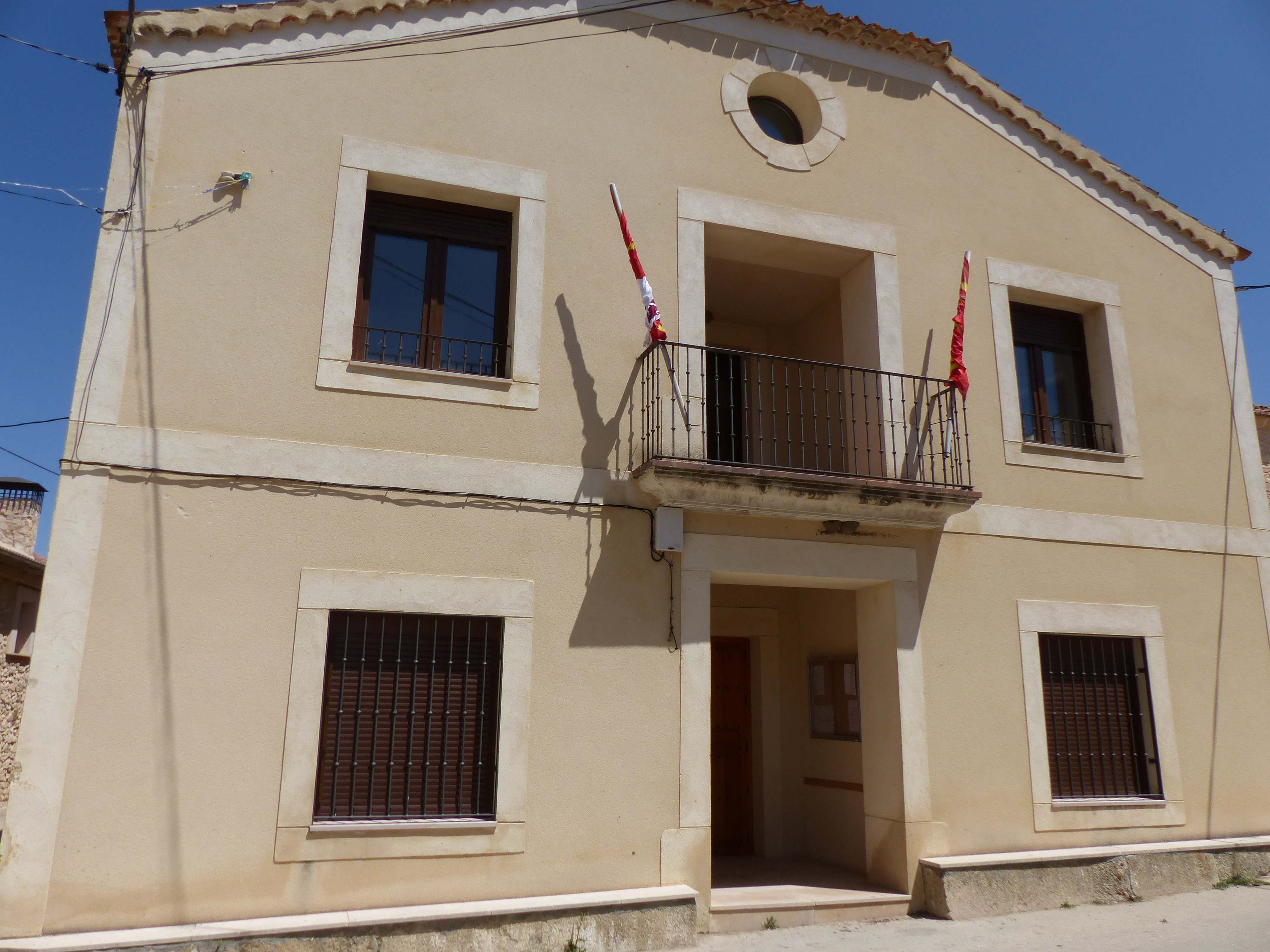
Casa consistorial, sede del Ayuntamiento

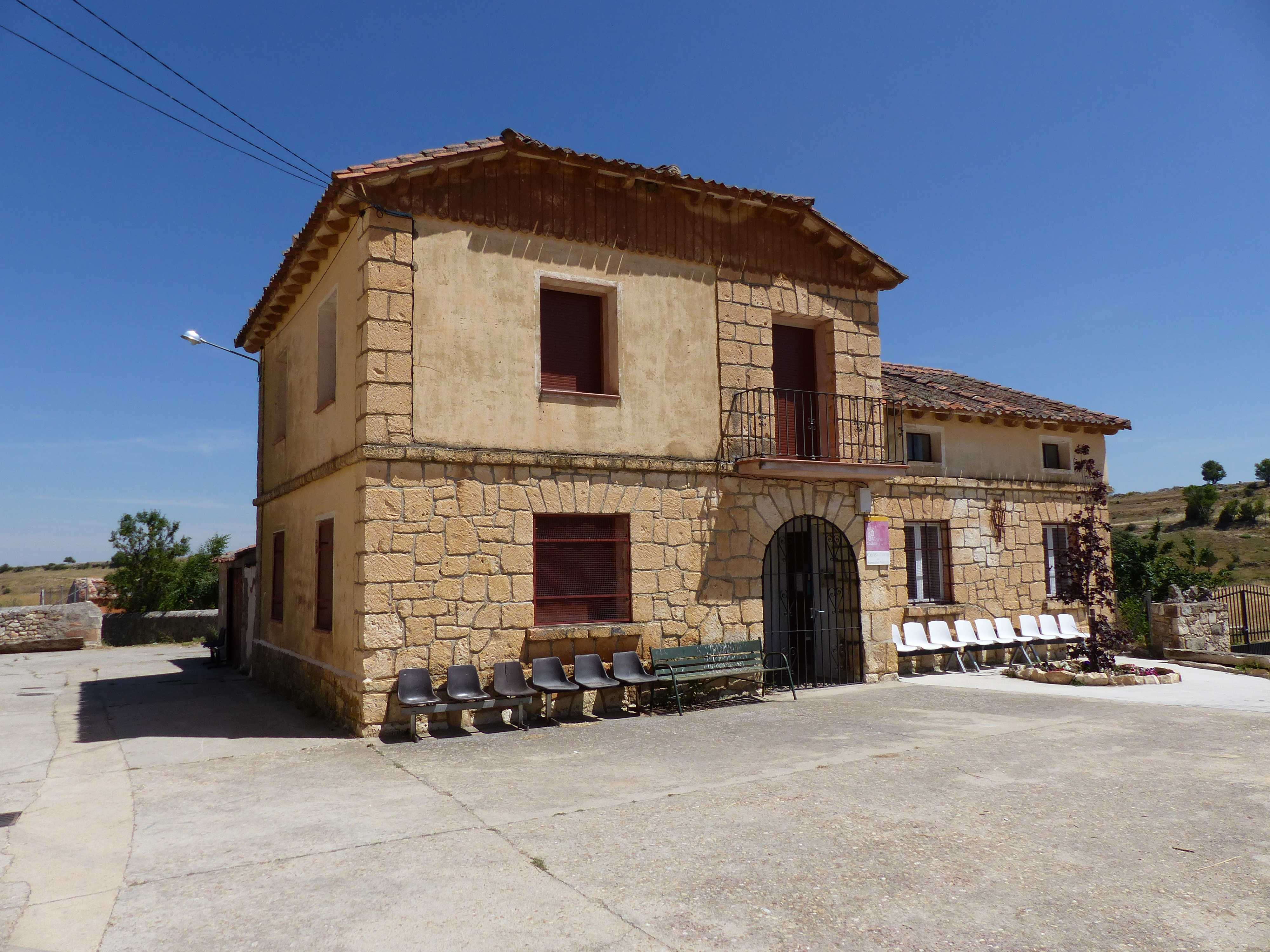
Consultorio médico local

| 1979-1983 | Gabriel Barrio de Antonio | UCD       |
| 1983-1987 | Domingo Huerta Barrio     | AP-PDP-UL |
| 1987-1991 | Domingo Huerta Barrio     | PDP       |
| 1991-1995 | Domingo Huerta Barrio     | PP        |
| 1995-1999 | Domingo Huerta Barrio     | PP        |
| 1999-2003 | Domingo Huerta Barrio     | PP        |
| 2003-2007 | Domingo Huerta Barrio     | PP        |
| 2007-2011 | Domingo Huerta Barrio     | PP        |
| 2011-2015 | Domingo Huerta Barrio     | PP        |
| 2015-2019 | Domingo Huerta Barrio     | PP        |
| 2019-2023 | Domingo Huerta Barrio     | PP        |
| 2023-act. | Alfonso Barrio Rebollal   | PP        |

## Cultura

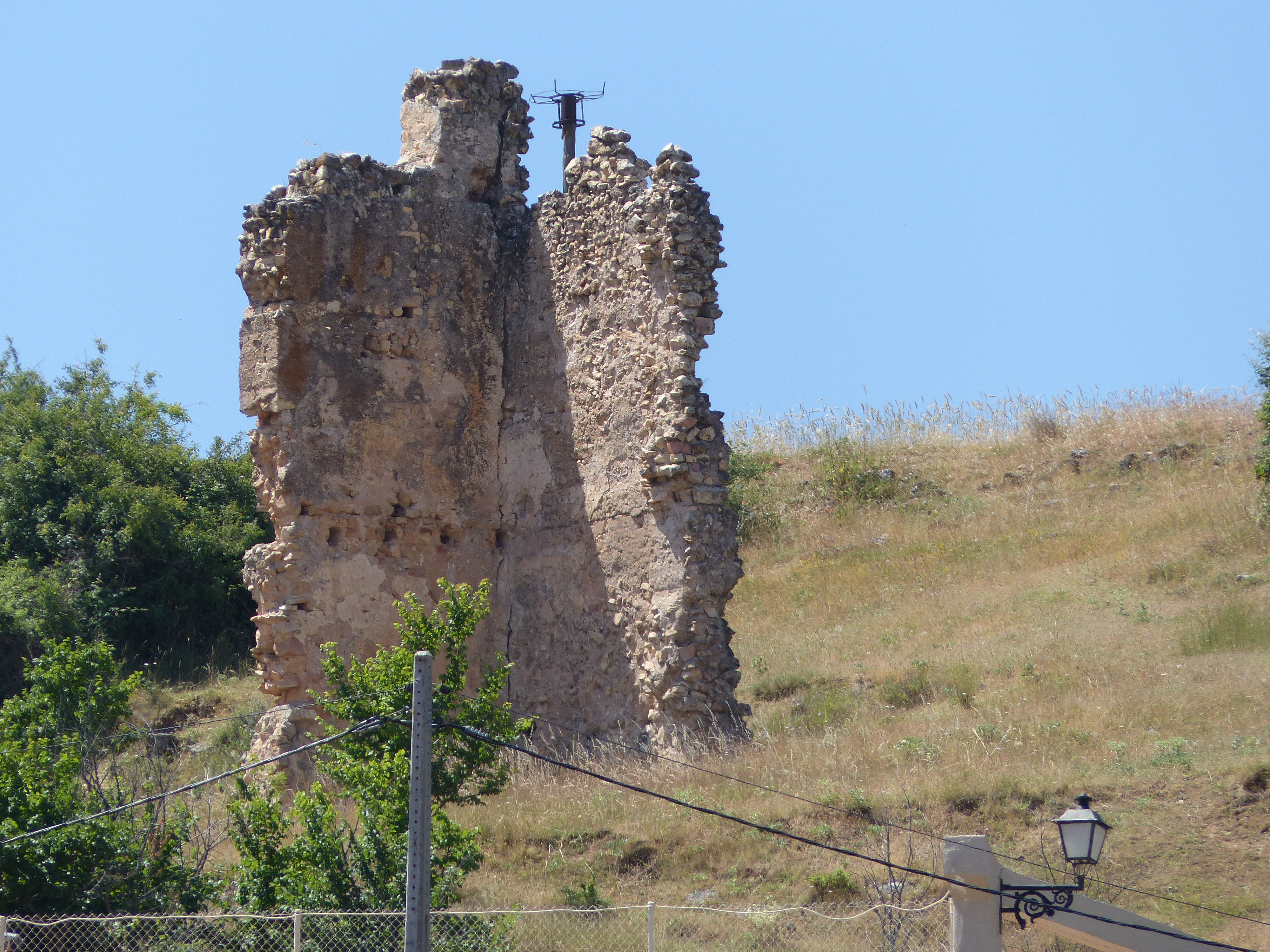
Ruinas de la Torre del Cerro

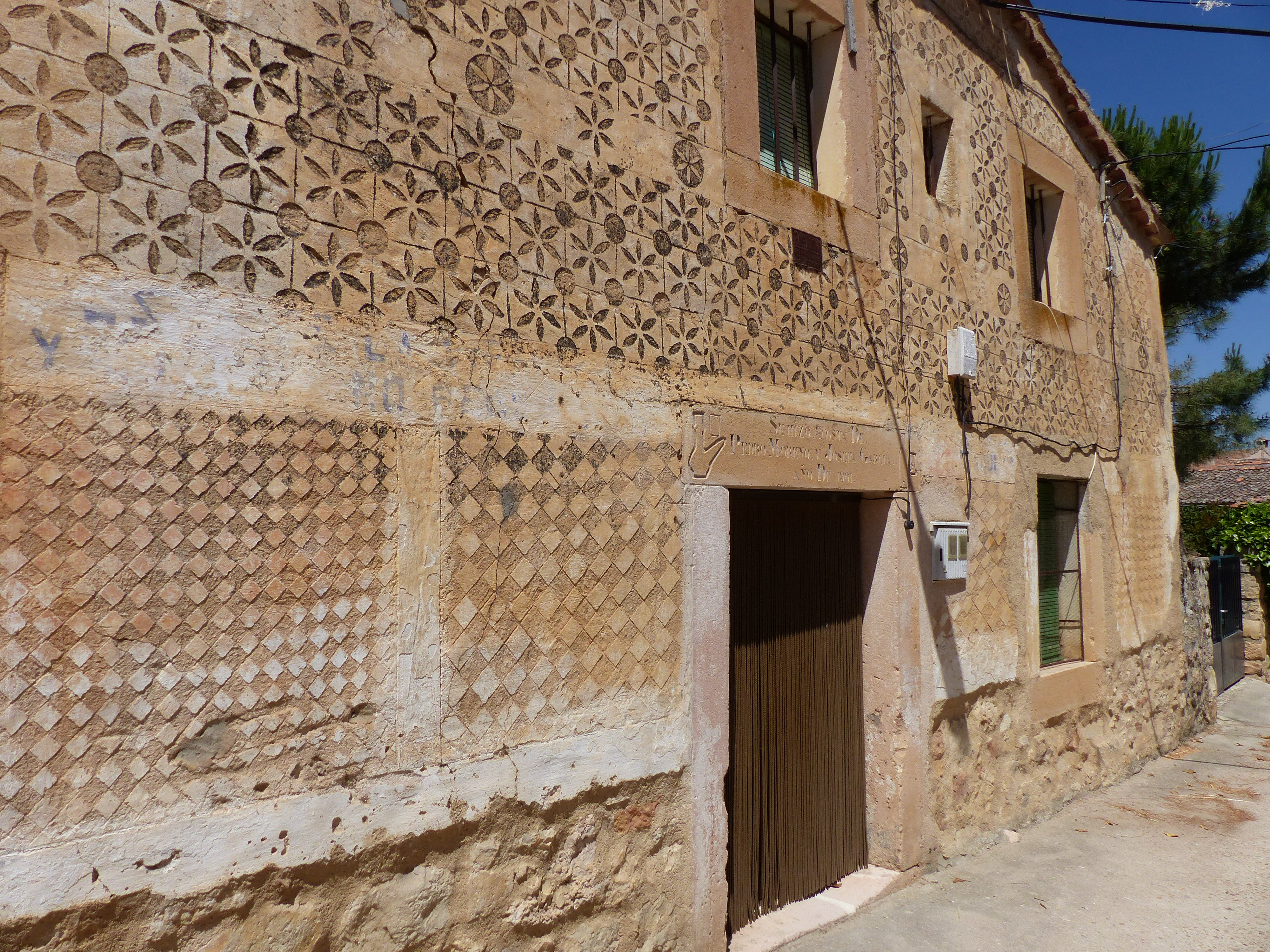
Casa de estilo vernáculo esgrafiada

### Patrimonio
- Iglesia románica de la Virgen del Barrio;
- Vía Crucis desde la Iglesia al cementerio;
- Casas de arquitectura tradicional y esgrafiado segoviano;
- Antiguos lavaderos;
- Bosques de encinas, enebros y sabinas, con ejemplares centenarios;
- Fuente que abastecía a los núcleos del municipio, incluido el desaparecido barrio de Miranda;
- Cruz del Barruelo;
- Ermita del Cristo del Humilladero;
- Ruinas de la Torre del Cerro;
- Camino de San Frutos.[6][9][10]

### Fiestas
- Santa Águeda, el 5 de febrero, con misa y procesión;
- San Isidro Labrador, el 15 de mayo, con misa, procesión y caldereta popular;
- San Antonio, el 13 de junio;
- Nuestra Señora la Virgen del Barrio, patrona, el primer domingo de septiembre;
- La Virgen del Rescate, el 15 de junio;
- Cabalgata de Reyes, junto a Valleruela de Pedraza y La Matilla, turnándose cada año el lugar;
- Diversas hacenderas con comidas o meriendas populares.[6][9][10]